# Kepler-296 f
Kepler-296 f est une planète extrasolaire (exoplanète) confirmée en orbite autour de l'étoile Kepler-296.
Détectée par le télescope spatial Kepler, sa découverte, par la méthode des transits, a été confirmée en 2015.
Elle a une taille de 1,79 fois celle de la terre, et tourne autour de son étoile en 63,3 jours.